# Birka Marin
Birka Marin var en tillverkare av plastbåtar i Mariehamn på Åland. Företaget tillverkade bland annat segelbåtarna Rock 20 och Nordisk Familjebåt. Företaget gick likt många andra plastbåtstillverkare i konkurs 1981 efter oljekrisen i slutet på 1970-talet. 
Också motorbåten Ninette 33 tillverkades av Birka Marin.